# Jacob Bigelow
Pour les articles homonymes, voir Bigelow.
Jacob Bigelow est un médecin et un botaniste américain, né le 27 février 1787 à Sudbury (Massachusetts) et mort le 10 janvier 1879 à Boston.

## Éléments biographiques
Ayant obtenu son Bachelor of Arts à l'université Harvard en 1806, Bigelow commence l’étude de la médecine auprès de John Gorham (1783-1829). Deux ans plus tard, il entre à l’université de Pennsylvanie. Il y obtient son Medical Doctorat en 1810. À cette époque, il étudie également auprès de Benjamin Smith Barton (1766-1815), qui l’initie à la botanique.
Il commence à pratiquer la médecine à Boston. À partir de 1812, il étudie la botanique à Harvard, auprès de William Dandridge Peck (1763-1822). En 1815, il enseigne la botanique médicale à l’école de médecine de Harvard.
En 1817, il épouse Mary Scollay et, un an plus tard, naît son fils Henry Jacob Bigelow.
En 1826-1827, Bigelow enseigne cette fois la mécanique à Harvard. Il  s'intéresse en effet aux sciences sortant de sa formation de biologiste, ce qui le conduit à publier ses Elements of Technology en 1829. Cet ouvrage est à l'origine de l'usage populaire du mot technology dans la langue anglaise (avec un sens différent de celui qu'on lui donne en français). Bigelow est influencé par l'ingénieur John A. Etzler, qui — voyant dans la technique une dimension religieuse — diffusera quatre ans plus tard son idéal dans un livre très vite reconnu.
De 1847 à 1863, il préside l’American Academy of Arts and Sciences.
Il est entre autres l'auteur de travaux sur les serpents.

## Éponymie
Le genre Bigelowia (famille  des Compositae) lui a été dédié par Augustin Pyramus de Candolle.
Plusieurs espèces, principalement des Compositae, ont reçu l'épithète bigelowii en son honneur.

## Note
1. ↑  Des sources donnent 1786.
2. ↑  Consulter l'article technologie et l'article correspondant dans l'Encyclopédie de l'Agora
3. ↑  John Adolphus Etzler, The Paradise Within the Reach of All Men, Without Labor, by Power of Nature and Machinery, 1833

## Liste partielle des publications
- 1814 : Florula Bostoniensis.
- 1817-1820 : American Medical Botany.
- 1829 : Elements of Technology.

## Source
- (en) Biographie de Harvard University Herbaria